# Parodon
Parodon – rodzaj słodkowodnych ryb kąsaczokształtnych (Characiformes) z rodziny Parodontidae.

## Występowanie
Ryby występujące w Ameryce Południowej, na południu aż do Río de la Plata.

## Klasyfikacja
Gatunki zaliczane do tego rodzaju:
- Parodon alfonsoi Londoño-Burbano, Román-Valencia & Taphorn, 2011[2]
- Parodon apolinari G. S. Myers, 1930
- Parodon atratoensis Londoño-Burbano, Román-Valencia & Taphorn, 2011[2]
- Parodon bifasciatus C. H. Eigenmann, 1912
- Parodon buckleyi Boulenger, 1887
- Parodon caliensis Boulenger, 1895
- Parodon carrikeri Fowler, 1940
- Parodon guyanensis Géry, 1959
- Parodon hilarii J. T. Reinhardt, 1867
- Parodon magdalenensis Londoño-Burbano, Román-Valencia & Taphorn, 2011[2]
- Parodon moreirai Ingenito & Buckup, 2005
- Parodon nasus Kner, 1859
- Parodon pongoensis (W. R. Allen, 1942)
- Parodon suborbitalis Valenciennes, 1850